# Jacinto Fernandes Bandeira
Jacinto Fernandes Bandeira (Viana do Castelo, 28 de abril de 1745 — Lisboa, 30 de maio de 1806), 1.º barão de Porto Covo da Bandeira, foi um comerciante de grosso trato português, considerado o primeiro barão financeiro de Portugal, o primeiro financeiro a entrar para a nobreza do reino.

## Biografia
Jacinto Fernandes nasceu em 28 de abril de 1745, na então vila de Viana da Foz do Lima, hoje Viana do Castelo, no Minho. Oriundo de uma família pobre, filho de um sapateiro humilde. Quando ainda novo, a família migrou para a Lisboa, em busca de melhores condições de vida. 
Em Lisboa, o pai de Jacinto Fernandes tornou-se sócio colaborador de Domingos Dias da Silva, seu cunhado, numa casa comercial. O empreendimento também tinha o comerciante José Alves Bandeira como sócio.  O primeiro emprego de Jacinto Fernandes foi nessa casa comercial, como caixeiro, cuidando do atendimento de clientes e do armazenamento dos produtos.
Em 1771, com o dinheiro que tinha acumulado por conta do seu trabalho, firmou a sua primeira sociedade. Conjuntamente a Domingos Dias da Silva, João Baptista da Silva (seu primo) e Manoel Isidoro Marques, investiu no comércio Atlântico. Pouco depois, em Angola, desenvolveu negócios com José António Pereira, conhecido traficante de escravos daquela região de África.
Na sua experiência anterior, como caixeiro, tinha-se tornado colaborador próximo e amigo do sócio José Alves Bandeira. Quando este faleceu, em 1776, deixou grande parte do seu património em testamento a Jacinto Fernandes, por afeto e boa união. A partir daí, Jacinto Fernandes passou a usar o apelido Bandeira, do falecido José Alves Bandeira, decidindo chamar-se Jacinto Fernandes Bandeira.
Com o abastado património que lhe foi legado, Jacinto Fernandes também herdou as participações nos contratos do fornecimento de sal e de caça da baleia. Depois investiu nos contratos de aquisição de marfim e do comércio de escravos africanos para o Brasil. Em 1779 já possuía vários procuradores (representantes) em Luanda e Benguela (Angola) e no Rio de Janeiro e Pernambuco (Brasil), todos ligados ao comércio de escravos. Jacinto Fernandes detinha uma ampla rede de comerciantes associados em todo o Império Português, o que lhe garantia acesso aos mercados e facilitava a circulação das suas mercadorias..
Também era ativo, desde 1792, no contrato geral dos tabacos, em sociedade com os maiores capitalistas portugueses de sua época, entre os quais Anselmo José da Cruz Sobral, Policarpo José Machado, João Rodrigues Caldas, Geraldo Wenceslau Braamcamp de Almeida Castelo Branco, António Francisco Machado e João Pereira Caldas, e no contrato dos diamantes, na capitania de Minas Gerais.
Além de manter o comércio com as colónias portuguesas, também mantinha relações comerciais com Espanha (no contrato do tabaco), com a Inglaterra (sobretudo na exportação de vinhos), com a Holanda, com a França (vendendo escravos para as colónias francesas nas Caraíbas), e com a Rússia (nos vinhos). Demonstrando bem a sua riqueza, no período de 1777 a 1805 tinha um total de 17 embarcações ao seu serviço, todas no comércio do Atlântico.
Para alcançar tal património contou com a ajuda de poderosos membros da aristocracia e da administração régia portuguesa. Era protegido de Bernardo José de Lorena, governador da capitania de São Paulo, de Martinho de Mello e Castro, Secretário de Estado da Marinha e Ultramar e, acima de tudo, de D. Carlota Joaquina, princesa espanhola e esposa de D. João, príncipe regente de Portugal. Outro protetor era frei Inácio de São Caetano, arcebispo titular de Tessalónica, deputado da Real Mesa Censória e confessor da rainha D. Maria I..
Outra prova do renome e influência internacional atingira ocorreu em 1801, quando, face às pressões francesas e à obrigatoriedade do pagamento de enormes valores para permitir que Portugal mantivesse a neutralidade perante as Guerras Napoleónicas, foi incumbido de conseguir um empréstimo para a Coroa junto dos principais banqueiros europeus, entre os quais os Hope, de Amesterdão, e os Baring, de Londres. A missão foi bem-sucedida, conseguindo boa parte das quantias necessárias.
Pela sua riqueza e importância no Reino de Portugal conseguiu uma rápida ascensão social e diversos títulos nobiliárquicos. Em 1794 foi feito fidalgo da Casa Real e em 1796 recebeu o título de comendador de Forno dos Paços do Concelho, em Setúbal, e foi feito cavaleiro da Ordem Militar de Sant'Iago da Espada. Em 1801 foi feito conselheiro do príncipe regente D. João VI e conselheiro honorário da Fazenda Real. Era também, desde 1793, deputado da Real Junta do Comércio, Agricultura, Fábricas e Navegação. 
Em 1803 recebeu o título de alcaide-mor do Castelo de Vila Nova de Milfontes. Em 1805 foi agraciado com o título de 1.º barão de Porto Covo da Bandeira por decreto assinado pelo príncipe regente, em 15 de agosto de 1805, sendo o primeiro barão financeiro de Portugal. O título toma como base Porto Covo, uma das freguesias do concelho de Sines, cuja evolução está intimamente relacionada com  Jacinto Fernandes Bandeira que, nos finais do século XVIII, se encantou pelo lugar, contribuindo para a fundação de uma povoação no sítio de Porto Covo, que antes teria apenas algumas casas. A edificação da povoação foi concretizada com base num projeto que se inspirou no traçado da baixa pombalina de Lisboa. O investimento visava a utilização da calheta local e do ancoradouro do Pessegueiro como portos de pesca e comércio.
Jacinto Fernandes Bandeira morreu em 30 de maio de 1806, sem deixar herdeiros. Todo o seu património e títulos ficaram com o seu sobrinho, Joaquim da Costa Bandeira, depois 2.º barão, 1.º visconde de Porto Covo da Bandeira e 1.º conde de Porto Covo da Bandeira.